# Сольно (Вармінсько-Мазурське воєводство)
Сольно (пол. Solno, нім. Zohlen) — село в Польщі, у гміні Бартошиці Бартошицького повіту Вармінсько-Мазурського воєводства.
Населення — 31 особа (2011).

## Демографія
Демографічна структура станом на 31 березня 2011 року:
|          | Загалом | Допрацездатний вік | Працездатний вік | Постпрацездатний вік |
| -------- | ------- | ------------------ | ---------------- | -------------------- |
| Чоловіки | 18      | 9                  | 8                | 1                    |
| Жінки    | 13      | 1                  | 8                | 4                    |
| Разом    | 31      | 10                 | 16               | 5                    |